# Aeroportul Regional Walla Walla
Aeroportul Regional Walla Walla (IATA: ALW, ICAO: KALW, FAA LID: ALW) este un aeroport din Washington, Statele Unite ale Americii ce deservește zona Walla Walla⁠(d). Aeroportul a fost tranzitat în 2019 de 98.440 de pasageri. A fost numit după zona deservită.
Situat la o altitudine de 364 m, aeroportul dispune de 2 piste.

## Infrastructură

### Piste
Aeroportul dispune de 2 piste. Pista 02/20 are suprafața de asfalt și dimensiunile 6.527 picioare × 150 picioare. Pista 07/25 are suprafața de beton și dimensiunile 4.486 picioare × 150 picioare. 